# 3097 Тацит
3097 Тацит (енгл. 3097 Tacitus) је астероид главног астероидног појаса чија средња удаљеност од Сунца износи 2,931 астрономских јединица (АЈ).
Апсолутна магнитуда астероида је 12,1.